# José Gómez Lucas
José Gómez Lucas   (Navalcarnero, 9 de gener de 1944 - Navalcarnero, 14 de juny de 2014) va ser un ciclista espanyol que fou professional entre 1969 i 1975. Anteriorment, com a ciclista amateur, va prendre part a la prova en ruta dels Jocs Olímpics de Mèxic de 1968, en la qual fou setzè. Com a professional les seves victòries més destacades foren la general de la Volta a Andalusia de 1970 i la Clàssica de Primavera de 1973.

## Palmarès
- 1970
  - 1r a la Volta a Segòvia
- 1970
  - 1r a la Volta a Andalusia
- 1971
  - 1r de la Volta a Mallorca i vencedor d'una etapa
- 1972
  - 1r de la Clàssica de Primavera
- 1974
  - Vencedor d'una etapa a la Volta a Aragó

### Resultats al Tour de França
- 1969. 58è de la classificació general
- 1971. Abandona (10a etapa)
- 1973. Abandona (5a etapa)

### Resultats a la Volta a Espanya
- 1970. 29è de la classificació general
- 1971. 24è de la classificació general
- 1972. No surt (7a etapa)
- 1973. Abandona (10a etapa)
- 1975. No surt (10a etapa)